# اپرزولید
اپرزولید(به انگلیسی: Eperezolid) یک آنتی‌بیوتیک از دسته اکسازولیدون‌ها است. 

## سنتز

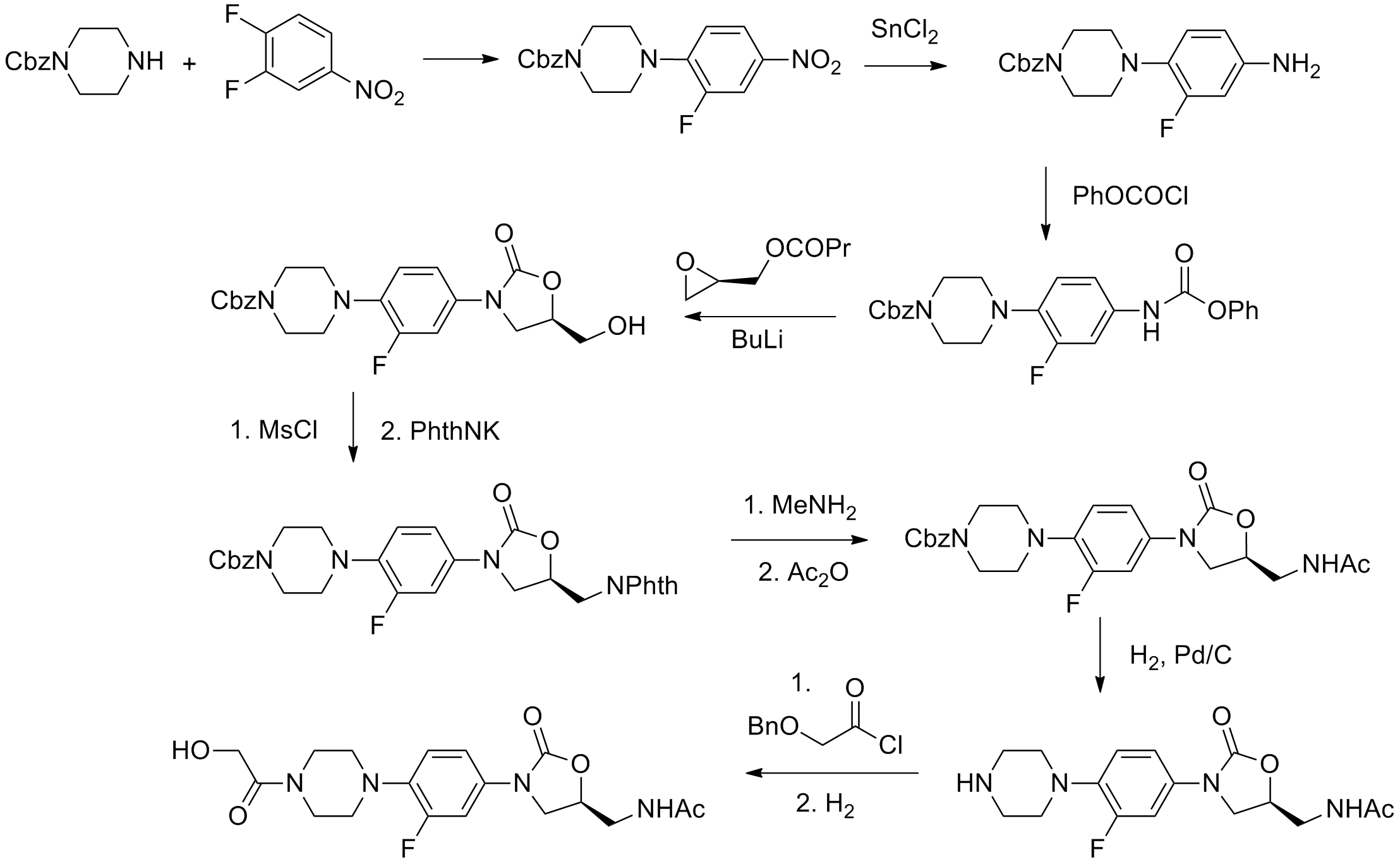
سنتز اپرزولید